# Жмеринський виноробний завод
Жмеринський виноробний завод — підприємство харчової промисловості у місті Жмеринка, Вінницька область, Україна.

## Історія
Після завершення Німецько-радянської війни на території Вінницької області почалися роботи з розвитку виноградарства, що проходили під егідою Одеського науково-дослідного інституту виноградарства і виноробства, а також інших республіканських і всесоюзних установ і організацій. Центром виноградарства і виноробства в області був виноробний радгосп імені КІМ, при якому діяв виноробний завод.
З впровадженням нових сортів винограду і збільшенням обсягу виробництва виникло питання про організацію переробки, і була поставлена задача про створення на території області виробництва виноградних і плодово-ягідних вин з місцевої сировини.
У другій половині 1980-х років становище підприємства ускладнилося у зв'язку з початком антиалкогольної кампанії, в ході якої було поставлено завдання про скорочення виробництва в країні спиртних напоїв.
Загалом, за радянських часів Жмеринський виноробний завод входив до числа провідних підприємств міста.
Після проголошення незалежності України завод перейшов під юрисдикцію міністерства сільського господарства і продовольства України.
Влітку 2002 року господарський суд Вінницької області почав процедуру банкрутства заводу.